# فريديريك بوولنجر
فريديريك بوولنجر (بالفرنسية: Frédéric Boulanger)‏ هو معلم موسيقى فرنسي، (و. 1777  م).

## وصلات خارجية
- فريديريك بوولنجر على موقع ميوزك برينز (الإنجليزية)